# Ligue des champions féminine de volley-ball 2015-2016
Navigation
Ligue des champions 2014-2015 Ligue des champions 2016-2017
La 56e édition de la Ligue des champions de volley-ball féminin se déroule du 27 octobre 2015 jusqu'au 10 avril 2016.

## Formules
Saison régulière

24 équipes prennent part à cette phase. Les équipes sont mises en 6 groupes de 4 équipes chacun. Les 2 premiers de chaque groupe  joueront les play-offs 12 puis play-offs 6 pour déterminer les trois équipes qui disputeront la Finale à quatre. Après les poules sera désigné le club organisateur de la finale à quatre, ce club sera directement qualifié pour cette finale et remplacé pour les play-offs par le meilleur troisième .
Final Four

Le stade culminant de la ligue des Champions dans laquelle les quatre dernières équipes joueront une demi-finale, puis pour les vainqueurs la finale. Les perdants joueront un match pour la troisième place. L'équipe qui est victorieuse de la finale remportera la ligue des champions.

## Équipes engagées
Le nombre de participants est basé sur le classement des pays  :
| Pos | Pays        | Nombre d'équipes | Equipes                                                                  |
| --- | ----------- | ---------------- | ------------------------------------------------------------------------ |
| 1   | Turquie     | 3                | Güneş VakıfBank Istanbul Fenerbahçe Grundig Istanbul Eczacibasi Istanbul |
| 2   | Russie      | 3                | Dynamo Kazan Dinamo Moscou Ouralotchka Iekaterinbourg                    |
| 3   | France      | 2                | RC Cannes ES Le Cannet-Rocheville                                        |
| 4   | Azerbaïdjan | 2+1              | Azerrail Bakou Lokomotiv Bakou Telekom Bakou                             |
| 5   | Pologne     | 2+1              | Chemik Police Impel Wrocław Trefl Sopot                                  |
| 6   | Allemagne   | 2                | Dresdner SC Allianz MTV Stuttgart                                        |
| 7   | Italie      | 2+1              | Nordmeccanica Piacenza Pomi Casalmaggiore Igor Gorgonzola Novara         |
| 8   | Roumanie    | 1                | CS Volei Alba-Blaj                                                       |
| 9   | Suisse      | 1                | Voléro Zürich                                                            |
| 10  | Tchéquie    | 1                | Agel Prostějov                                                           |
| 11  | Serbie      | 1                | Vizura Beograd                                                           |
| 12  | Slovénie    | 1                | Calcit Ljubljana                                                         |

## Première phase

### Composition des groupes
| Poule A                                                           | Poule B                                                                      | Poule C                                                             | Poule D                                                           | Poule E                                                             | Poule F                                                                         |
| ----------------------------------------------------------------- | ---------------------------------------------------------------------------- | ------------------------------------------------------------------- | ----------------------------------------------------------------- | ------------------------------------------------------------------- | ------------------------------------------------------------------------------- |
| Azerrail Bakou Lokomotiv Bakou Allianz MTV Stuttgart Dynamo Kazan | Güneş VakıfBank Istanbul Trefl Sopot Calcit Ljubljana Igor Gorgonzola Novara | Agel Prostějov Pomi Casalmaggiore Eczacibasi Istanbul Chemik Police | RC Cannes Voléro Zürich Vizura Beograd Ouralotchka Iekaterinbourg | Fenerbahçe Grundig Istanbul Telekom Bakou Dresdner SC Impel Wrocław | CS Volei Alba-Blaj ES Le Cannet-Rocheville Dinamo Moscou Nordmeccanica Piacenza |

### Poule A
| # | Équipe                | Pts | J | G | Gt | Pt | P | Sp | Sc | Ratio | Pp  | Pc  | Ratio |
| 1 | Dynamo Kazan          | 15  | 6 | 5 | 0  | 0  | 1 | 15 | 5  | 3     | 481 | 410 | 1.173 |
| 2 | Lokomotiv Bakou       | 12  | 6 | 4 | 0  | 0  | 2 | 14 | 8  | 1.75  | 521 | 460 | 1.133 |
| 3 | Allianz MTV Stuttgart | 6   | 6 | 2 | 0  | 0  | 4 | 6  | 13 | 0.462 | 391 | 456 | 0.857 |
| 4 | Azerrail Bakou        | 3   | 6 | 1 | 0  | 0  | 5 | 6  | 15 | 0.4   | 431 | 498 | 0.865 |

### Poule B
| # | Équipe                  | Pts | J | G | Gt | Pt | P | Sp | Sc | Ratio | Pp  | Pc  | Ratio |
| 1 | Güneş VakıfBank Istanbu | 17  | 6 | 6 | 0  | 0  | 0 | 18 | 3  | 6     | 503 | 385 | 1.306 |
| 2 | Trefl Sopot             | 12  | 6 | 4 | 0  | 0  | 2 | 12 | 7  | 1.714 | 436 | 406 | 1.074 |
| 3 | Igor Gorgonzola Novara  | 10  | 6 | 2 | 0  | 0  | 4 | 10 | 12 | 0.833 | 488 | 480 | 1.017 |
| 4 | Calcit Ljubljana        | 0   | 6 | 0 | 0  | 0  | 6 | 0  | 18 | 0     | 294 | 450 | 0.653 |

### Poule C
| # | Équipe              | Pts | J | G | Gt | Pt | P | Sp | Sc | Ratio | Pp  | Pc  | Ratio |
| 1 | Pomi Casalmaggiore  | 13  | 6 | 4 | 0  | 0  | 2 | 16 | 10 | 1.6   | 562 | 541 | 1.039 |
| 2 | Eczacibasi Istanbul | 11  | 6 | 4 | 0  | 0  | 2 | 15 | 10 | 1.5   | 559 | 540 | 1.035 |
| 3 | Chemik Police       | 11  | 6 | 4 | 0  | 0  | 2 | 13 | 9  | 1.444 | 509 | 459 | 1.109 |
| 4 | Agel Prostějov      | 1   | 6 | 0 | 0  | 0  | 6 | 3  | 18 | 0.167 | 416 | 506 | 0.822 |

### Poule D
| # | Équipe                     | Pts | J | G | Gt | Pt | P | Sp | Sc | Ratio | Pp  | Pc  | Ratio |
| 1 | Voléro Zürich              | 18  | 6 | 6 | 0  | 0  | 0 | 18 | 1  | 18    | 471 | 313 | 1.505 |
| 2 | Ouralotchka Iekaterinbourg | 10  | 6 | 4 | 0  | 0  | 2 | 13 | 10 | 1.3   | 473 | 462 | 1.024 |
| 3 | Vizura Beograd             | 4   | 6 | 1 | 0  | 0  | 5 | 6  | 15 | 0.4   | 409 | 495 | 0.826 |
| 4 | RC Cannes                  | 4   | 6 | 1 | 0  | 0  | 5 | 5  | 16 | 0.313 | 412 | 495 | 0.832 |

### Poule E
| # | Équipe                      | Pts | J | G | Gt | Pt | P | Sp | Sc | Ratio | Pp  | Pc  | Ratio |
| 1 | Fenerbahçe Grundig Istanbul | 17  | 6 | 6 | 0  | 0  | 0 | 18 | 3  | 6     | 504 | 390 | 1.292 |
| 2 | Dresdner SC                 | 7   | 6 | 3 | 0  | 0  | 3 | 11 | 13 | 0.846 | 522 | 526 | 0.992 |
| 3 | Impel Wrocław               | 8   | 6 | 2 | 0  | 0  | 4 | 10 | 13 | 0.769 | 477 | 521 | 0.916 |
| 4 | Telekom Bakou               | 4   | 6 | 1 | 0  | 0  | 5 | 7  | 17 | 0.412 | 466 | 532 | 0.876 |

### Poule F
| # | Équipe                  | Pts | J | G | Gt | Pt | P | Sp | Sc | Ratio | Pp  | Pc  | Ratio |
| 1 | Dinamo Moscou           | 15  | 6 | 5 | 0  | 0  | 1 | 16 | 3  | 5.333 | 455 | 364 | 1.25  |
| 2 | Nordmeccanica Piacenza  | 14  | 6 | 5 | 0  | 0  | 1 | 15 | 16 | 0.938 | 485 | 434 | 1.118 |
| 3 | CS Volei Alba-Blaj      | 7   | 6 | 2 | 0  | 0  | 4 | 8  | 14 | 0.571 | 471 | 490 | 0.961 |
| 4 | ES Le Cannet-Rocheville | 0   | 6 | 0 | 0  | 0  | 6 | 2  | 18 | 0.111 | 365 | 488 | 0.748 |

## Play-offs

### Play-offs à 12
Les matchs des playoffs ont été désignés par tirage au sort.
| Équipe 1                   | Score | Équipe 2                    | Aller | Retour |
| -------------------------- | ----- | --------------------------- | ----- | ------ |
| Eczacibasi Istanbul        | 2–5   | Güneş VakıfBank Istanbul    | 2–3   | 0–3    |
| Lokomotiv Bakou            | 4–5   | Voléro Zürich               | 3–2   | 1–3    |
| Chemik Police              | 0–6   | Fenerbahçe Grundig Istanbul | 0–3   | 0–3    |
| Dresdner SC                | 1–6   | Dinamo Moscou               | 1–3   | 0–3    |
| Ouralotchka Iekaterinbourg | 2–6   | Dynamo Kazan                | 1-3   | 1-3    |
| Trefl Sopot                | 4–5   | Nordmeccanica Piacenza      | 3-2   | 1–3    |

#### Équipes qualifiées
Les équipes qualifiées pour la phase des playoffs à 6 sont :
- Dinamo Moscou
- Dynamo Kazan
- Nordmeccanica Piacenza
- Güneş VakıfBank Istanbul
- Fenerbahçe Grundig Istanbul
- Voléro Zürich

### Playoffs à 6
| Équipe 1                    | Score | Équipe 2               | Aller | Retour |
| --------------------------- | ----- | ---------------------- | ----- | ------ |
| Güneş VakıfBank Istanbul    | 6-3   | Voléro Zürich          | 3-3   | 3-1    |
| Fenerbahçe Grundig Istanbul | 6-3   | Dinamo Moscou          | 3-1   | 3-2    |
| Dynamo Kazan                | 6-0   | Nordmeccanica Piacenza | 3-0   | 3-0    |

#### Équipes qualifiées
Les équipes qualifiées pour le Final Four sont :
- Fenerbahçe Grundig Istanbul
- Güneş VakıfBank Istanbul
- Dynamo Kazan

## Finale à quatre
- Club organisateur : Pomi Casalmaggiore
- Lieu :  PalaGeorge, Montichiari, Italie

|  | Demi-finales                                      | Demi-finales                               |                        |   | Finale                                     | Finale                                     |
|  | Demi-finales                                      | Demi-finales                               |                        |   | Finale                                     | Finale                                     |
|  |                                                   |                                            |                        |   |                                            |                                            |
|  | Montichiari, 09.04.16, 19-25, 18-25, 19-25        | Montichiari, 09.04.16, 19-25, 18-25, 19-25 |                        |   | Montichiari, 10.04.16, 25-23, 25-23, 25-22 | Montichiari, 10.04.16, 25-23, 25-23, 25-22 |
|  | Montichiari, 09.04.16, 19-25, 18-25, 19-25        | Montichiari, 09.04.16, 19-25, 18-25, 19-25 |                        |   | Montichiari, 10.04.16, 25-23, 25-23, 25-22 | Montichiari, 10.04.16, 25-23, 25-23, 25-22 |
|  | Dynamo Kazan                                      | 0                                          |                        |   | Montichiari, 10.04.16, 25-23, 25-23, 25-22 | Montichiari, 10.04.16, 25-23, 25-23, 25-22 |
|  | Dynamo Kazan                                      | 0                                          |                        |   | Montichiari, 10.04.16, 25-23, 25-23, 25-22 | Montichiari, 10.04.16, 25-23, 25-23, 25-22 |
|  | Pomi Casalmaggiore                                | 3                                          |                        |   | Montichiari, 10.04.16, 25-23, 25-23, 25-22 | Montichiari, 10.04.16, 25-23, 25-23, 25-22 |
|  | Pomi Casalmaggiore                                | 3                                          | Pomi Casalmaggiore     | 3 |                                            |                                            |
|  | Montichiari, 09.04.16, 23-25, 22-25, 22-15        |                                            | Pomi Casalmaggiore     | 3 |                                            |                                            |
|  |                                                   | Güneş VakıfBank Istanbul                   | 0                      |   |                                            |                                            |
|  | Fenerbahçe Grundig Istanbul                       | Güneş VakıfBank Istanbul                   | 0                      | 0 |                                            |                                            |
|  | Fenerbahçe Grundig Istanbul                       |                                            |                        | 0 |                                            |                                            |
|  | Güneş VakıfBank Istanbul                          | 3                                          |                        |   |                                            |                                            |
|  | Güneş VakıfBank Istanbul                          | 3                                          | Match pour la 3e place |   |                                            |                                            |
|  |                                                   |                                            |                        |   |                                            |                                            |
|  | Montichiari, 10.04.16, 25-20, 10-25, 18-25, 17-25 |                                            |                        |   |                                            |                                            |
|  |                                                   |                                            |                        |   |                                            |                                            |
|  | Dynamo Kazan                                      | 1                                          |                        |   |                                            |                                            |
|  | Dynamo Kazan                                      | 1                                          |                        |   |                                            |                                            |
|  | Fenerbahçe Grundig Istanbul                       | 3                                          |                        |   |                                            |                                            |
|  | Fenerbahçe Grundig Istanbul                       | 3                                          |                        |   |                                            |                                            |

### Récompenses
- MVP :  Francesca Piccinini (Pomi Casalmaggiore)